# Sá de Miranda
Pour les articles homonymes, voir Miranda.
Francisco de Sá de Miranda, né à Coimbra le 28 août 1481 et mort à Amares le 17 mai 1558, est un poète, épistolier, fabuliste, esthète et dramaturge portugais, considéré comme un auteur charnière entre la littérature médiévale et la littérature de la Renaissance au Portugal. Outre ses textes en langue portugaise, comme nombre d’écrivains portugais de son époque, Sá de Miranda a aussi écrit en castillan, et son œuvre bilingue est actuellement l'objet d'études dans les milieux universitaires espagnols.
Ses Œuvres poétiques figurent en première place dans la catégorie "Poésie" de la liste des 50 œuvres essentielles de la littérature portugaise établie en 2016 par le très prestigieux Diário de Notícias.

## Biographie
Issu d'une famille noble attachée au service de la Maison royale du Portugal, Sá de Miranda est le demi-frère du gouverneur général du Brésil Mem de Sá (1557-1572), l'oncle du conquistador Estácio de Sá (1520-1567) et le fils de Gonçalo Mendes de Sá, administrateur laïc du diocèse civil de Coimbra. Son grand-mère paternel João Gonçalves de Crescente, chevalier fidalgo de la Maison royale, et son épouse Filipa de Sá étaient établis à São Salvador do Campo à Barcelos et Coimbra, sous le ministère de l'évêque D. João Galvão.
Suivant le cursus universitaire classique de l'époque, Sá de Miranda a d'abord étudié la grammaire, la rhétorique et les humanités à l'école de Santa Cruz de Coimbra, quelques années avant Luís de Camões, avant de basculer vers l'université de Lisbonne, où il a atteint le grade de docteur en Droit, puis où il a exercé comme professeur introduit à la cour jusqu'en 1521, où il se lie avec le poète et romancier Bernardim Ribeiro. Peu après la mort de son père en 1520, il entreprend un long voyage en Espagne et en Italie, où il perfectionne son usage du castillan et du toscan. Dans ce dernier pays, l'amitié de l'illustre Vittoria Colonna, fille du condottiere Fabrizio Colonna, lui ouvre les portes de tous les salons littéraires, où il devient l'intime de Pietro Bembo, Jacopo Sannazaro, Paulo Giovio, Sadoleto[Lequel ?] et Ludovico Ariosto, qui l'initient au pétrarquisme et à la versification italienne. À son retour en 1526, il effectue un passage à la cour espagnole, où il se lie avec les poètes Garcilaso de la Vega et Juan Boscán, dont il s'inspire pour adapter ses découvertes poétiques italiennes à la tradition portugaise. Marié avec Briolanja de Azevedo et établi à partir de 1530 à Casa da Tapada (Fiscal, Amares), dont il est le "premier seigneur", il met alors à profit ses revenus de propriétaire terrien pour se consacrer pleinement à son activité littéraire.

## Œuvre
Auteur à la fois enraciné dans la tradition médiévale et précurseur de la Renaissance, Sá de Miranda fait la synthèse de tous les courants et contradictions du Portugal du début du XVIe siècle. Si d'un point de vue formel ses premières œuvres, réunies dans "Trovas à maneira antiga" et le Cancioneiro geral de Garcia de Resende (13 poèmes), sont caractéristiques de la poésie portugaise du XVe siècle (vilancete, cantiga, esparsa et trova), le soin stylistique extrême apporté à ses compositions le distingue des trouvères de l'époque, et les thématiques psychologiques développées (notamment les "conflits intérieurs  du moi") annoncent déjà la révolution opérée par la Renaissance avec le recentrage sur l'Homme, et sont même fréquemment rapprochées de certains textes de Fernando Pessoa. Sans jamais cesser de pratiquer les styles traditionnels portugais, influencé par ses voyages en Italie et en Espagne, il adapte à partir de 1526 le portugais aux décasyllabes et introduit une nouvelle esthétique, le Dolce stil novo, avec le sonnet, l’élégie, l’églogue et d’autres formes poétiques classiques, donnant à son œuvre une grande variété de formes et de tons. À ses poèmes traditionnels et nouveaux, s'ajoutent de longues lettres en vers, des fables, ainsi que des pièces inclassables à cheval sur plusieurs genres.
D'un point de vue social, Sá de Miranda est le premier à rompre le modèle du poète-courtisan médiéval attaché à un mécène et à théoriser au Portugal un rôle prophétique du poète, libre et investi d'une aura sacrée. Parmi les différentes missions qu'il attribue au poète, celui-ci serait chargé de dénoncer et combattre par la plume les "vices de la société, et particulièrement de la cour", comme lui-même le fait dans son œuvre de fabuliste, insérée dans ses "Poesias bucolicas", notamment dans le long poème Basto, avec son "Dialogue entre Bieito et Gil", qui dénonce les bouleversements sociaux provoqués au Portugal par l'afflux de richesses venues des Indes portugaises.
D'un point de vue formel, l'intégration systématique dans son œuvre de formes nouvelles issues des littératures espagnole et italienne provoque un bouleversement fondamental dans la tradition portugaise, et est aux fondements de l'esthétique et du mouvement d'ouverture qui caractérisent le Siècle d'or littéraire portugais.
Protégé par le roi Jean III, proche du romancier et poète Bernardim Ribeiro et du poète castillan Garcilaso de la Vega, Sá de Miranda réunit progressivement autour de lui l'avant-garde esthétique du Portugal de la première moitié du XVIe siècle, et devient une référence incontournable pour les grands écrivains portugais de la seconde moitié du XVIe siècle, tels qu'António Ferreira, Diogo Bernardes, Pero Andrade de Caminha, Luís de Camões, D. Francisco Manuel de Melo. Ses thématiques intemporelles, ses réflexions esthétiques et son impact sur le paysage littéraire portugais expliquent que des écrivains contemporains tels que Jorge de Sena, Gastão Cruz e Ruy Belo continuent à se réclamer de son influence.
Outre son œuvre poétique, il est également l’auteur de deux comédies : Estrangeiros (mise en scène à Coimbra en 1528 et publiée en 1559) et Vilhalpandos (écrit vers 1530 et publié en 1560). Il ne reste que des fragments de sa tragédie Cleópatra.